# Montcornet (Aisne)
Montcornet é uma comuna francesa na região administrativa de Altos da França, no departamento de Aisne. Estende-se por uma área de 5,74 km². Em 2010 a comuna tinha 1 337 habitantes (densidade: 232,9 hab./km²).